# یوری استویانوف
یوری استویانوف (روسی: Ю́рий Никола́евич Стоя́нов؛ زادهٔ ۱۰ ژوئیهٔ ۱۹۵۷) بازیگر، مجری تلویزیون، خواننده، گیتارنواز، طنزپرداز، شاعر، رمان‌نویس اهل اتحاد جماهیر شوروی سوسیالیستی است.
از فیلم‌ها یا برنامه‌های تلویزیونی که وی در آن نقش داشته‌است می‌توان به ۱۲ اشاره کرد.
وی همچنین برندهٔ جوایزی همچون هنرمند مردمی روسیه و جایزه عقاب طلایی شده‌است.